# Here’s to Life
Here’s to Life — студийный альбом американской певицы и пианистки Ширли Хорн, выпущенный в 1992 году на лейбле Verve Records. Продюсером и аранжировщиком альбома выступил Джонни Мэндел.

## Об альбоме
Заглавная песня «Here’s to Life» была написана Арти Батлером и Филлис Молинари, впоследствии она стала визитной карточкой Хорн. Сегодня она также считается современным джазовым стандартом. «If You Love Me» — это интерпретация песни Эдит Пиаф «Hymne à l’amour». «Summer» — это первая английская версия итальянского стандарта «Estate» Бруно Мартино. Хорн заказал текст песни на английском языке, услышав версию Жуана Жильберту, которая принесла песне мировую известность.
Пластинка возглавила джазовый хит-парад журнала Billboard, продержавшись на вершине 15 недель, всего же она провела в чарте 56 недель. Она также возглавила годовой рейтинг джазовых альбомов.
На 35-й церемонии «Грэмми» Ширли Хорн получила за этот альбом номинацию в категории «Лучшее джазовое исполнение». Как аранжировщик, Джонни Мэндел получил статуэтку за работу над треком «Here’s to Life».
Альбом посвящён памяти Майлза Дэвиса.

## Отзывы критиков
Крис Альбертсон из Stereo Review заявил, что это старомодный альбом с балладами, какие звукозаписывающие компании выпускали каждый месяц в пятидесятые. Также он отметил, что подача Хорн стильная, а её игра на
фортепиано неплохая, но не выдающаяся. «Но здесь слишком много шёпота на мой вкус, и когда её тоненький голосок теряется в высокобюджетном сопровождении, моё внимание тоже отвлекается», — резюмировал Альбертсон.

## Список композиций
| №                   | Название                                    | Автор(ы)                                      | Длительность |
| ------------------- | ------------------------------------------- | --------------------------------------------- | ------------ |
| 1.                  | «Here’s to Life»                            | Арти Батлер, Филлис Молинари                  | 5:37         |
| 2.                  | «Come a Little Closer» / «Wild Is the Wind» | Джон Уоллович / Дмитрий Тёмкин, Нед Вашингтон | 7:27         |
| 3.                  | «How Am I to Know?»                         | Джек Кинг, Дороти Паркер                      | 3:23         |
| 4.                  | «A Time for Love»                           | Джонни Мэндел, Пол Фрэнсис Уэбстер            | 6:45         |
| 5.                  | «Where Do You Start?»                       | Алан Бергман, Мэрилин Бергман, Джонни Мэндел  | 4:36         |
| 6.                  | «You’re Nearer»                             | Лоренц Харт, Ричард Роджерс                   | 3:32         |
| 7.                  | «Return to Paradise»                        | Дмитрий Тёмкин, Нед Вашингтон                 | 5:09         |
| 8.                  | «Isn’t It a Pity?»                          | Джордж Гершвин, Айра Гершвин                  | 5:47         |
| 9.                  | «Quietly There»                             | Морган Эймс, Джонни Мэндел                    | 6:09         |
| 10.                 | «If You Love Me»                            | Маргарит Монно, Джофф Парсонс                 | 6:02         |
| 11.                 | «Summer (Estaté)»                           | Бруно Бригетти, Бруно Мартино, Джоэль Сигел   | 7:38         |
| Общая длительность: | Общая длительность:                         | Общая длительность:                           | 62:12        |

## Участники записи
- Ширли Хорн — фортепиано, вокал
- Чарльз Эйблз — контрабас
- Стив Уильямс[англ.] — ударные
- Уинтон Марсалис — труба (треки 4, 9)
- Ричард Тодд — валторна (1)
- Джонни Мэндел — аранжировщик, дирижёр

## Чарты
| Чарт (1992)                                 | Высшая позиция |
| ------------------------------------------- | -------------- |
| США (Billboard Top Jazz Albums)             | 47             |
| США (Billboard Top Traditional Jazz Albums) | 1              |

| Чарт (1992)                                 | Позиция |
| ------------------------------------------- | ------- |
| США (Billboard Top Traditional Jazz Albums) | 1       |